# Marc Hahnemann
Marc Hahnemann (* 28. März 1991) ist ein deutscher Basketballtrainer.

## Laufbahn
Der nahe Oldenburg aufgewachsene Hahnemann spielte Basketball bei der TSG Westerstede und beim VfL Bad Zwischenahn. Er sammelte gleichzeitig bereits als Jugendlicher Erfahrung als Trainer von Nachwuchsmannschaften. Nach bestandenem Abitur wechselte er zum Studium ins Saarland und arbeitete im Jugend- und Erwachsenenbereich der SG Saarlouis/Dillingen. Nach Erfolgen mit der U18-Mannschaft auch im überregionalen Bereich nahm er eine Co-Trainerstelle beim Damen-Bundesligisten TV Saarlouis an. Ende des Jahres 2017 wurde er zum Cheftrainer befördert, nachdem sich der Verein von Hermann Paar getrennt hatte. Zudem war er Co-Trainer der deutschen Damen-A-Nationalmannschaft sowie der Herrenmannschaft der SG Saarlouis/Dillingen (1. Regionalliga).
Während der Sommerpause 2018 wechselte Hahnemann als Assistenztrainer zu den Gladiators Trier in die 2. Bundesliga ProA. Auch unter Paars Nachfolger als Damen-Bundestrainer, Patrick Unger (ab 2018), gehörte Hahnemann neben seinen Aufgaben in Trier als Co-Trainer zum Stab der deutschen Damen-Nationalmannschaft. Im September 2019 bestand er die Prüfungen zur A-Trainerlizenz. Ende November 2019 verließ er Trier aus persönlichen Gründen. Anschließend war er beratend für den Damen-Bundesligisten TV Saarlouis tätig, im Januar 2020 übernahm er dort in zweiter Amtszeit den Cheftrainerposten. Ende Dezember 2020 kam es zur Trennung.
2021 wurde er vom BBC Gréngewald (Luxemburg) als Trainer verpflichtet. Beim Basketballverband Saar wurde er 2022 Landestrainer für den männlichen Bereich und war gleichzeitig im Jugendbereich SG Saarlouis/Dillingen tätig. Bei der SG-Herrenmannschaft (1. Regionalliga) trat er 2023 das Amt des Cheftrainers an.